# Facylitator
Facylitator – osoba, której zadaniem jest czynny udział w udrożnianiu procesu komunikacji między osobami bądź grupami, w celu osiągnięcia wspólnego rozwiązania, czyli facylitacją (ułatwianiem) procesów. Rolą facylitatora nie jest mediacja (wsparcie przy rozwiązywaniu konfliktów) między stronami, gdyż służy on wsparciem w zakresie m.in. doprecyzowania kodu językowego, demaskowania faktycznych (nie jedynie deklaratywnych) intencji stron interakcji, motywowania do pracy nad osiągnięciem celu, zapobiegania ewentualnym konfliktom.
Facylitator jako osoba niebędąca członkiem grupy umożliwia za pomocą właściwych podejść socjotechnicznych w zasadzie samodzielne uzyskanie optymalnych rozwiązań. Może zarządzać procesem innowacji biznesowej (organizacyjnej) i zapobiegać utknięciu zespołu w martwym punkcie za pomocą odpowiedniej instrumentacji poprzez zatwierdzanie niezbędnych wydatków czy wybór właściwych ścieżek postępowania. Pomaga to rozwiązać przejściowe trudności i umożliwia postęp procesu.
Przy określaniu skuteczności facylitatora wymienia się szereg jego cech i umiejętności:
- posiadanie obszernej wiedzy biznesowej i z zakresu zarządzania, ale niekoniecznie ściśle związanej z obszarem biznesowym wspieranej (facylitowanej) grupy,
- zorientowanie i gotowość na zmiany,
- skłonność do podejmowania ryzyka,
- umiejętność generowania pomysłów (jako umowny niezauważalny katalizator),
- elastyczność i szybkość reagowania oraz działania,
- podejście procesowe,
- ekstrawertyczność,
- zrównoważenie i odporność na stres.